# 龐蒂雅娜
龐蒂雅娜（Pontianak），是馬來傳說中的吸血鬼，是一位死于难产的妇人变成，在她复活之后会报复和恐吓村民。形象是美麗女人的妇人，长着长长的黑发，借此掩盖她脖子后的洞，通过那个洞她吸食孩童的鲜血。用她的头发填满空洞可以赶走她。人们会在尸体的嘴裡塞满玻璃珠，在两腋下各放一个鸡蛋，并用针定住他们的手掌，以防他们变成。會伴头指甲花香味。也會以鳥的形態出現，多數棲身蕉樹叢中。
印度尼西亞城市坤甸以此傳說人物命名。

## 参看
- 产女
- 馬納南加爾
- 庞南加兰
- 尸头蛮